# Mike Hatton
Mike Hatton est un acteur américain né le 28 octobre 1978 à Hobart en Indiana.

## Filmographie

### Acteur

#### Cinéma
- 2005 : 6:30 : Caleb
- 2006 : Sugarloaf : Chase
- 2007 : Fairway to Heaven : Paco
- 2007 : On Bloody Sunday : Azrael
- 2010 : Shoot the Hero : Thin Smith
- 2010 : Juice Box for Jesus : Jesus
- 2010 : I'm Not Like That No More : Mikey
- 2010 : 2 Girls 1 World Cup
- 2011 : L.A. Paranormal : Vince Norton
- 2011 : Elf Employment
- 2011 : Sincerely, Stella
- 2014 : Live Nude Girls : Shane
- 2016 : Vigilante Chronicles : Barry
- 2018 : Green Book : Sur les routes du sud : George
- 2018 : Alice in Chains: Never Fade : le shérif
- 2018 : A Family Business : Richard
- 2019 : Black Antenna

#### Télévision
- 2005 : Mon comeback : le patron du restaurant (1 épisode)
- 2011 : Seriously Funny Kids : Mike (4 épisodes)
- 2011-2013 : Futch Tube : Futch (3 épisodes)
- 2012 : Bra League : Mike St. Joseph
- 2017 : Doomsday Device : Mack

### Producteur
- 2006 : Sugarloaf
- 2010 : 2 Girls 1 World Cup
- 2011 : L.A. Paranormal
- 2012 : TKO
- 2013 : Paya and Wifey (1 épisode)
- 2014 : Live Nude Girls
- 2014 : Taylor'd Problems (1 épisode)
- 2016 : Vigilante Chronicles
- 2016 : Mind Blown
- 2017 : Doomsday Device
- 2017 : Cannonball Run
- 2018 : Unorganized Crime
- 2018 : Blood, Sweat and Terrors
- 2019 : Jaded
- 2019 : Triumph
- 2019 : That's Amore!
- 2019 : Merchandise
- 2019 : 10 Double Zero
- 2019 : Brute Force

### Scénariste
- 2010 : 2 Girls 1 World Cup
- 2011 : L.A. Paranormal
- 2014 : Live Nude Girls